# New Age Outlaws
De New Age Outlaws is een professioneel worsteltag team dat werkzaam is bij de WWE. Het team bestaat uit Road Dogg en Billy Gunn.

## In worstelen
- Finishers en signature moves
  - Double hotshot – 1997–1998
  - Spike piledriver
- Managers
  - Roxxi Laveaux
  - Triple H
  - Chyna
  - Lance Hoyt

## Prestaties
- Maryland Championship Wrestling
  - MCW Tag Team Championship (1 keer)
- Pro Wrestling Illustrated
  - PWI Tag Team of the Year (1998)
- World Wrestling Federation/WWE
  - WWF Hardcore Championship (3 keer) - Dogg (1x) en Gunn (2x)
  - WWF Intercontinental Championship (2 keer) - Dogg (1x) en Gunn (1x)
  - WWF Tag Team Championship (5 keer)
  - WWE Tag Team Championship (1 keer)